# Григоренко Дмитро Юрійович
 Дмитро Юрійович Григоренко  (нар. 14 липня 1978 року, Нижньовартовськ, Тюменська область, РРФСР) — російський політичний діяч. Заступник голови уряду РФ — керівник апарату Уряду з 21 січня 2020 року. Дійсний державний радник РФ 2-го класу.

## Життєпис
Народився 14 липня 1978 року в Нижньовартовське Тюменської області.
2000 закінчив Інститут економіки, права та природничих спеціальностей Кубанського державного університету за спеціальністю «юриспруденція» та Кубанський інститут міжнародного підприємництва та менеджменту за спеціальністю «Фінанси та кредит».
З жовтня 2000 року працював в податкових органах РФ.
В 2000—2003 роках працював фахівцем 1 категорії в податковій інспекції № 4 по Краснодару.
У 2003 році — головний державний податковий інспектор Міжрегіональної інспекції з найбільших платників податків № 2.
З 2003 року по 2004 рік — головний державний податокий інспектор зведено-аналітичного відділу Департаменту оподаткування прибутку Міністерства Російської Федерації з податків і зборів (нині Федеральна податкова служба).
У 2004 — 2006 роках — заступник начальника аналітичного відділу, начальник відділу оподаткування комерційних організацій та податкового обліку управління оподаткування прибутку (доходу) Федеральної податкової служби.
З 2006 року по 2008 рік — начальник відділу адміністрування податку на прибуток комерційних організацій та податкового обліку управління адміністрування податку на прибуток Федеральної податкової служби.
У 2008 — 2012 роках — начальник відділу податку на прибуток і спеціальних податкових режимів, заступник начальника управління оподаткування Федеральної податкової служби.
У 2012—2013 роках — начальник управління оподаткування Федеральної податкової служби.
З серпня по жовтень 2013 року — начальник управління оподаткування юридичних осіб Федеральної податкової служби.
З жовтня 2013 року був заступник керівника Федеральної податкової служби РФ.
21 січня 2020 — Путін призначив Дмитра Григоренка віце-прем'єром — главою апарату Уряду РФ.

## Сім'я
Одружений, є дитина.

## Санкції
Григоренко Дмитро є підсанкційною особою в багатьох країнах.